# Буда-Радинская
Буда-Радинская (укр. Буда-Радинська) — село, входит в Полесский район Киевской области Украины.
Население по переписи 2001 года составляло 139 человек. Почтовый индекс — 07024. Телефонный код — 4592. Занимает площадь 3 км². Код КОАТУУ — 3223588002.

## Местный совет
07024, Київська обл., Поліський р-н, с. Радинка, вул. Піонерська, 21